# Sugar Ray Leonard
Ray Charles Leonard (født 17. maj 1956, bedst kendt som "Sugar" Ray Leonard), er en tidligere professionel bokser. Han var aktiv som professionel i årene fra 1977 til 1997 og anses af mange at være blandt de største boksere gennem tiderne. Som amatør var han en del af det succesrige hold, der vandt 5 OL-guld ved OL i 1976, og som professionel vandt han verdensmesterskaber i fem vægtklasser
Leonard var en af de fire boksere, der fik tilnavnet "The Fabulous Four", og som alle mødte hinanden i 1980'erne. Udover Leonard omfattede gruppen Roberto Durán, Thomas Hearns and Marvin Hagler.